# Мануїл II (патріарх Константинопольський)
Мануїл II (грец. Μανουήλ Β΄; д/н — 1254) — константинопольський патріарх у 1243—1254 роках.

## Життєпис
Походження достеменно невідомо. Був одружений, після того як став вдівцем перейшов у чернецтво. Георгій Акрополіт вказує, що був не освіченим, але вказує, що Мануїл на не знався на науках. Тобто той не належав до наукової групи духовенства. Спочатку був членом кліру Великого імператорського палацу, потім пресвітером імператорського духівництва. Згодом став митрополитом Ефеським.
У вересні 1243 року за підтримки імператора Іоанна III стає патріархом Константинопольским. Імпеератор попросив Никимора Блеммида допомогти новообранову в церковному управлінні, але той відмовився, оскільки це протирічило церковному статуту. Діяв підкорюючись волі імператора. У 1247 і 1249 роках він приймав францисканців, які прибули від імені папи римського Іннокентієм IV. За дорученням імператора вів перемовини про унію за умови передачи рештків Латинської імперії Іоанну III.
1252 року не бажаючи того сприяв виправданню Михайла Палеолога у змові: пройти «Божий суд», взявши розпечене залізо. Той погодився, але щоб патріарх передав розпечене своїми руками. Мануїл II злякавшись, відмовився, назвавши це варварським звичаєм. На що ПАлеолог сказав, що він також не варвар, тому нехай його судять за римським звичаєм.
Помер у 1254 року за 2 місяці до смерті імператора Іоанна III. Новим патріархом став Арсеній I.